# Enkhbatyn Badar-Uugan
Enkhbatyn Badar-Uugan (n. 3 iunie 1985, Ulaanbaatar, Republica Populară Mongolă) este un boxer ce a reprezentat Mongolia, medaliat olimpic. A participat la o ediție a Jocurilor Olimpice (2008) în care a câștigat o medalie de aur.